# フロイド・スコフィールド
フロイド・スコフィールド（Floyd Schofield、2002年8月27日 - ）は、アメリカ合衆国のプロボクサー。ニュージャージー州ジャージーシティ出身。

## 来歴
ニュージャージー州ジャージーシティで生まれ、テキサス州オースティンへ移住した。スコフィールドが2歳の時に両親が離婚し、父親が親権を得たが、経済的に困窮しホームレスとなったため父親は路上で物乞いをしていた。この悪循環を断ち切るため、スコフィールドが8歳の時に父親がボクシングを習わせ、アマチュアで180勝20敗の戦績を残した。

### プロ時代
2020年10月9日、フロリダ州キシミーのオセロラ・ヘリテージ・パークでプロデビュー戦を行い、1回1分40秒KO勝ち。
2021年8月20日、テキサス州サンアントニオのデービス・ボクシング・アンド・フィットネスでロベルト・アルマサン・モンレアルとTCSPテキサス州スーパーフェザー級王座決定戦を行い、2回1分1秒TKO勝ちを収め王座獲得に成功した。
2021年10月22日、テキサス州サンアントニオのデービス・ボクシング・アンド・フィットネスでペドロ・ヴィセンテ・シャルバーイとNABFスーパーフェザー級ジュニア王座決定戦を行い、8回3-0の判定勝ちを収め王座獲得に成功した。
2022年2月26日、テキサス州サンアントニオのデービス・ボクシング・アンド・フィットネスでフリオ・サンチェスとABFインターコンチネンタルライト級王座決定戦を行い、1回2分8秒KO勝ちを収め王座獲得に成功した。
2022年8月、オスカー・デ・ラ・ホーヤ率いるゴールデンボーイ・プロモーションズと契約した。
2023年1月28日、カリフォルニア州イングルウッドのユーチューブ・シアターでアルベルト・メルカドとWBAインターナショナルライト級王座決定戦を行い、10回3-0の判定勝ちを収め王座獲得に成功した。
2024年11月2日、ネバダ州ラスベガスのヴァージンホテルズ・ラスベガス・シアターでレネ・テレス・ヒロンと対戦し、11回にキャリア初のダウンを奪われるも、12回3-0（118-109×2、116-111）の判定勝ちを収め4度目のWBAインターナショナル王座防衛に成功した。
2025年2月22日、リヤドのリヤド・シーズン興行でWBC世界ライト級王者のシャクール・スティーブンソンとWBC世界同級タイトルマッチを行う予定だったが、試合4日前の2025年2月18日にスコフィールドが試合を管轄するBBBofCの専属医師から予防措置として病院に搬送されドクターストップで欠場となった。本来スティーブンソンはWBC世界同級暫定王者のウィリアム・セペダとWBC世界同級団体内王座統一戦を行う予定だったが、セペダが2024年11月16日に行われた暫定王座決定戦の試合中に左腕を負傷したため王座統一戦は延期となり、WBA世界同級2位およびIBF同級12位のスコフィールドが代役としてスティーブンソンに挑戦することとなっていた。

## 戦績
- アマチュアボクシング：200戦 180勝 20敗
- プロボクシング：19戦 19勝 (13KO) 無敗

| 戦           | 日付           | 勝敗 | 時間    | 内容    | 対戦相手                         | 国籍           | 備考                                        |
| ------------ | -------------- | ---- | ------- | ------- | -------------------------------- | -------------- | ------------------------------------------- |
| 1            | 2020年10月9日  | ☆    | 1R 1:40 | KO      | リチャード・エスキベル           | アメリカ合衆国 | プロデビュー戦                              |
| 2            | 2021年1月30日  | ☆    | 2R 0:27 | TKO     | セサール・バレンシア・アギラル   | メキシコ       |                                             |
| 3            | 2021年3月5日   | ☆    | 1R 2:29 | KO      | ジョナサン・コンド               | アメリカ合衆国 |                                             |
| 4            | 2021年4月3日   | ☆    | 1R 1:37 | TKO     | マイク・フォーラー               | アメリカ合衆国 |                                             |
| 5            | 2021年5月21日  | ☆    | 3R 2:59 | TKO     | ダニー・フローレス               | メキシコ       |                                             |
| 6            | 2021年6月19日  | ☆    | 6R      | 判定    | ダリル・ヘイズ                   | アメリカ合衆国 |                                             |
| 7            | 2021年8月20日  | ☆    | 2R 1:01 | KO      | ロベルト・アルマサン・モンレアル | メキシコ       | TCSPテキサス州スーパーフェザー級王座決定戦  |
| 8            | 2021年10月22日 | ☆    | 8R      | 判定3-0 | ペドロ・ヴィセンテ・シャルバーイ | プエルトリコ   | NABFスーパーフェザー級ジュニア王座決定戦    |
| 9            | 2022年2月26日  | ☆    | 1R 2:08 | KO      | フリオ・サンチェス               | アメリカ合衆国 | ABFインターコンチネンタルライト級王座決定戦 |
| 10           | 2022年5月21日  | ☆    | 6R 1:10 | KO      | フアン・アントニオ・ロペス       | メキシコ       |                                             |
| 11           | 2022年8月6日   | ☆    | 5R 終了 | TKO     | ロドリゴ・ゲレーロ               | メキシコ       |                                             |
| 12           | 2022年10月10日 | ☆    | 1R 1:37 | KO      | ダニエル・ロサス                 | メキシコ       |                                             |
| 13           | 2023年1月28日  | ☆    | 10R     | 判定3-0 | アルベルト・メルカド             | プエルトリコ   | WBAインターナショナルライト級王座決定戦     |
| 14           | 2023年4月22日  | ☆    | 2R 2:08 | KO      | ヘスス・バレンティン・レオン     | メキシコ       | WBAインターナショナル防衛1                  |
| 15           | 2023年7月8日   | ☆    | 10R     | 判定3-0 | ハスケル・ローデス               | アメリカ合衆国 |                                             |
| 16           | 2023年12月2日  | ☆    | 1R 1:51 | TKO     | リカルド・ロペス・トーレス       | メキシコ       | WBAインターナショナル防衛2                  |
| 17           | 2024年3月16日  | ☆    | 5R 2:07 | 失格    | エスチュエリ・スエロ             | ドミニカ共和国 | WBAインターナショナル防衛3                  |
| 18           | 2024年11月2日  | ☆    | 12R     | 判定3-0 | レネ・テレス・ヒロン             | メキシコ       | WBAインターナショナル防衛4                  |
| 19           | 2025年6月28日  | ☆    | 1R 1:18 | KO      | テヴィン・ファーマー             | アメリカ合衆国 | WBA北米大陸ライト級王座決定戦               |
| テンプレート |                |      |         |         |                                  |                |                                             |

## 獲得タイトル
- TCSPテキサス州スーパーフェザー級王座
- NABFスーパーフェザー級ジュニア王座
- ABFインターコンチネンタルライト級王座
- WBAインターナショナルライト級王座
- WBA北米大陸ライト級王座